# Král smrků (Boubín)
Král smrků byl největší ze smrků v národní přírodní rezervaci Boubínský prales na západním svahu hory Boubín. Přibližně 440letý smrk ztepilý (Picea abies) stál v 1000 m n. m., měl měřený obvod kmene 508 cm při průměru 162 cm, výšku 57,6 m a objem necelých 30 m³, ve špici koruny byl vychýlen od osy o 11 metrů. Ke stáří byl strom napaden václavkou a vyhnilý, hniloba byla příčinou rozšíření kmene u paty. První živé větve rostly ve výšce 25 m, nejdelší 6,5m až ve výšce 39 m.
K populárnímu stromu vedla stezka, nápor turistů na kořenový systém se však podepsal na stabilitě stromu. Smrk uschl v roce 1969 a 4. prosince 1970 padl při vichřici. Při pádu se vrchol natřikrát přerazil. Pád Krále smrků přispěl k uzavření jádra pralesa před veřejností.
Pozůstatky velikána je možné vidět na naučné stezce (samotný padlý rozkládající se kmen ale není ze stezky vidět), výřez je vystaven v informačním středisku Lesů ČR v Zátoni, výřez z výšky 12 m pak v loveckém zámečku Ohrada u Hluboké nad Vltavou. Za života stromu byly odebrány rouby a roste tak několik desítek jeho klonů.
V sousedství vývratu Krále rostl Nástupce krále.

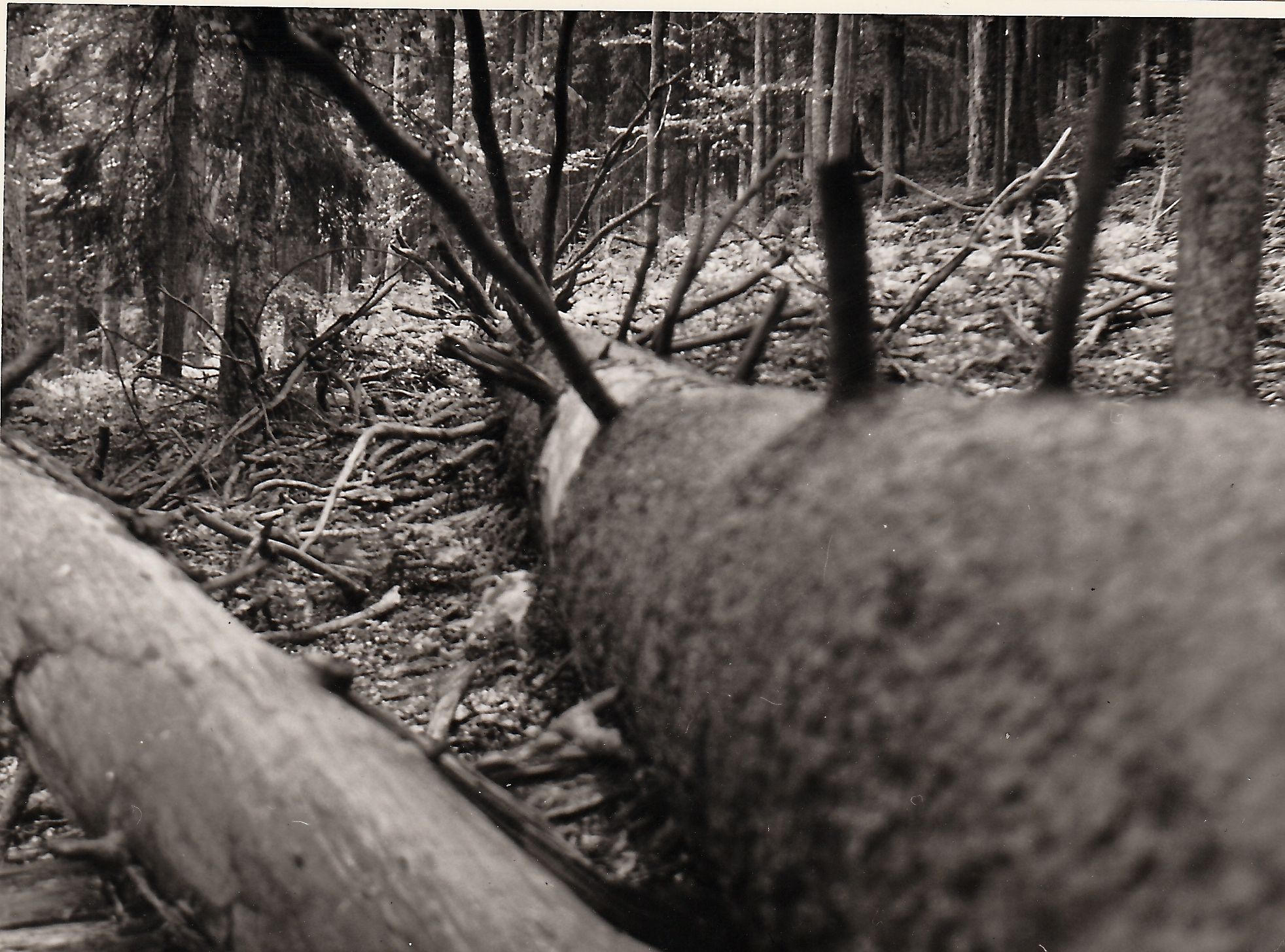
Padlý smrk

## Stromy v okolí
- Vidlicový smrk
- Chadtův smrk
- Nástupce krále
- Křížový smrk